# Distrito electoral de Garfield (condado de Wayne, Nebraska)
Garfield (en inglés: Garfield Precinct) es un distrito electoral ubicado en el condado de Wayne en el estado estadounidense de Nebraska. En el Censo de 2010 tenía una población de 161 habitantes y una densidad poblacional de 1,74 personas por km².

## Geografía
Garfield se encuentra ubicado en las coordenadas 42°13′29″N 97°18′6″O / 42.22472, -97.30167. Según la Oficina del Censo de los Estados Unidos, Garfield tiene una superficie total de 92.6 km², de la cual 92.56 km² corresponden a tierra firme y (0.04%) 0.04 km² es agua.

## Demografía
Según el censo de 2010, había 161 personas residiendo en Garfield. La densidad de población era de 1,74 hab./km². De los 161 habitantes, Garfield estaba compuesto por el 99.38% blancos, el 0.62% eran afroamericanos. Del total de la población el 4.97% eran hispanos o latinos de cualquier raza.